# Euxiteo

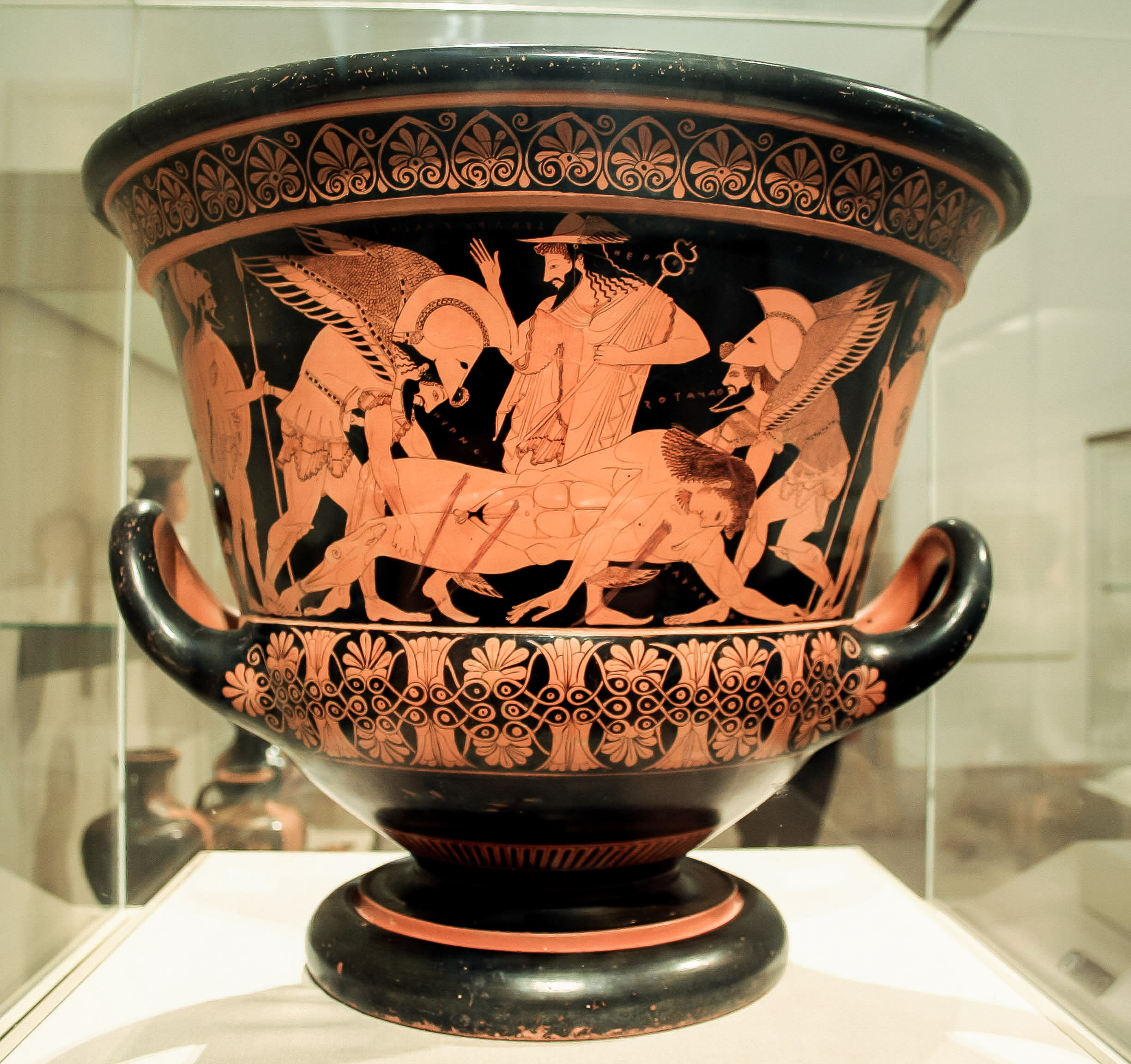
Crátera de cáliz ática de figuras rojas (llamado crátera de Eufronio), alfarero: Euxiteo, pintor: Eufronio, ca. 515 a. C., (Museo Nazionale Archeologico Cerite, n.º inv. 145139, Cerveteri), Nueva York, Museo Metropolitano de Arte.

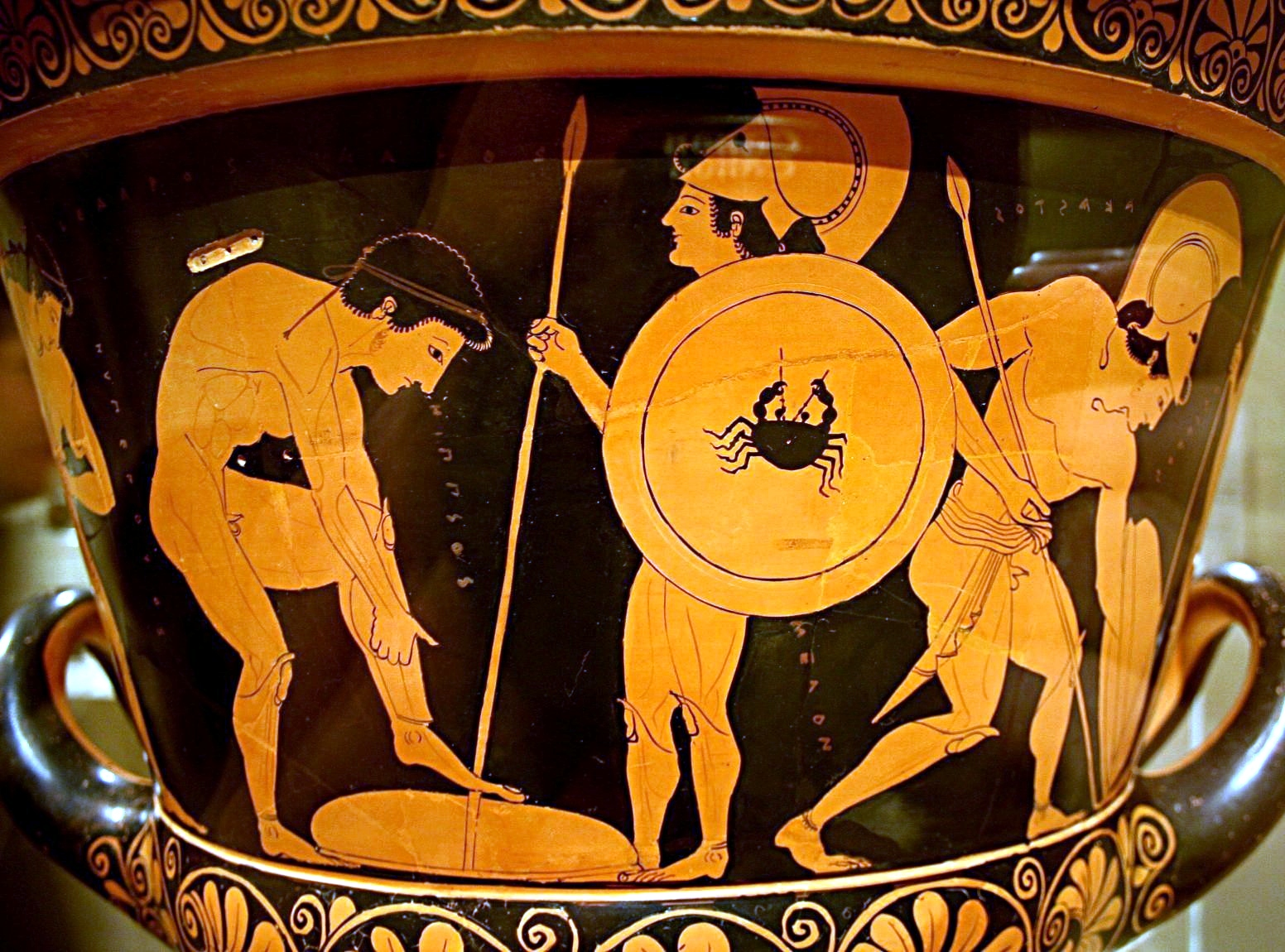
Vista parcial de la parte posterior de la crátera de Sarpedón,

Euxiteo (en griego antiguo: Εὐξίθεος)  fue un alfarero ateniense de finales del siglo VI a. C.
Pertenece a la primera generación de alfareros atenienses que fabricaron vasos decorados ya con la técnica de la cerámica de figuras rojas (esta técnica de pintura de vasos apareció alrededor del 530 a. C.) Su firma (EUXITHEOS EPOIESEN - Euxiteo me hizo) se ha encontrado en cuatro vasos, tres de los cuales son ánforas (Londres, Museo Británico: n.º inv. E258) y dos kílices (de Berlín y Tarquinia, Antikensammlung Berlin F 2264, Museo Nazionale RC 6848) decorados con Olto y una crátera de cáliz (de Cerveteri, Museo Nazionale Archeologico Cerite, n.º inv. 145139), que es su obra más conocida, fue decorada por Eufronio. Basándose en rasgos característicos de su cerámica (como el toro redondeado en el pie del vaso), también se le atribuye la crátera de volutas de Eufronio expuesta en el Museo del Louvre de París (Museo del Louvre G 33).
Era el propietario de un taller donde se producían principalmente copas y cráteras. Todas sus obras, que aún se conservan hoy en día, han sido encontradas en Etruria, ya que una gran parte de la producción de la cerámica ática se exportaba allí.
Empleó a varios pintores de vasos de renombre en su taller, incluyendo a Eufronio. Con él trató de desarrollar nuevas formas de representación en los cráteras. Inventado originalmente por el alfarero y el pintor de vasos de figuras negras Exequias, ambos adaptaron el estilo a las nuevas exigencias de la pintura de vasos de figuras rojas. La gloria suprema de su trabajo conjunto es la crátera de Sarpedón, creada alrededor del 515 a .C., que ambos artistas firmaron.
Otro importante pintor de vasos que trabajaba en su alfar fue Olto. Pintó dos kílices y un ánfora para Euxiteo.
La obra icónica de este alfarero es la crátera de cáliz de figuras rojas de Cerveteri, que es una de las vasijas de cerámica griegas antiguas más grandes. Fue hecha en Atenas alrededor del 515 a. C. Mide 45,7 cm de altura y 55,1 cm de ancho. Con este tamaño, es una de las formas de vaso más altas y anchas del repertorio cerámico griego, superada solo por algunas ánforas panatenaicas, que pueden alcanzar una altura de hasta 80 cm. Esta crátera pesa 13 kg y puede contener hasta 45 litros de vino. En términos de elementos decorativos, la crátera tiene un total de 8 superficies decoradas diferentes, dos escenas principales (una a cada lado), dos elaboradas decoraciones de palmetas, una sobre cada asa, y un total de otros cuatro motivos decorativos que enmarcan la escena y definen el pie negro del vaso.
La escena principal de esta vasija (enmarcada por decoraciones continuas), en la cara A, representa al héroe troyano Sarpedón (hijo de Laodamía), asesinado, llevado por Hipnos y Tánatos, y en la cara B, guerreros. La zona figurativa mide aproximadamente 20 cm de altura. Las firmas de ambos artistas se encuentran en la cara A: la del alfarero Euxiteo (EUXITHEOS EPOIESEN) se encuentra detrás de las alas de Tánatos y la del pintor Eufronio (EUFRONIOS EGRAFSEN) detrás de las alas de Hipnos (dado que la escritura es idéntica, el pintor Eufronio firmó ambas). La crátera, de origen ilegal y procedente de la antigua Etruria, fue adquirido al coleccionista de arte Robert Hecht por el Museo Metropolitano de Arte de Nueva York en 1972 por un millón de dólares, cifra récord para entonces. Permaneció en Nueva York hasta 2004, cuando fue devuelto a Italia, donde se exhibe en Cerveteri (Museo Nacional Arqueológico Cerite 145139).

## Obras
- Nueva York, Museo Metropolitano de Arte 1972.11.10: crátera de volutas, Eufronio
- París, Museo del Louvre G 33: crátera de volutas, Eufronio
- Berlín, Antikensammlung Berlin F 2264: copa, Olto
- Londres, Museo Británico E 258: ánfora, Olto
- Tarquinia, Museo Nazionale Tarquiniese RC 6848: copa, Olto